# 590 Madison Avenue
Das 590 Madison Avenue, früher IBM Building, ist ein Wolkenkratzer in Manhattan in New York City. Der 184 m hohe Büroturm wurde für das Technologieunternehmen IBM erbaut.

## Beschreibung
Das Gebäude liegt an der Madison Avenue (Nr. 590) zwischen der 56th und 57th Street in Midtown Manhattan. In direkter Nachbarschaft stehen der denkmalgeschützte Büroturm 550 Madison Avenue, das Four Seasons Hotel New York und der 427 m hohe Wohnwolkenkratzer 432 Park Avenue. Bis zum Central Park sind es nur wenige hundert Meter.
Das Hochhaus wurde von Edward Larrabee Barnes and Associates entworfen und von 1978 bis 1983 erbaut. Hauptarchitekt war Antanas Vytuvis. Das Gebäude steht auf einem rechteckigen Grundstück und hat eine fünfeckige Grundfläche mit zwei sehr schmalen Gebäudeseiten und eine lange Diagonalseite an der Südwestecke. Auf der so entstandenen freien trapezförmigen Fläche an der 56th Street hat Landschaftsarchitekt Robert Zion ein etwa vier Stockwerke hohes voll verglastes Atrium (Wintergarten) errichtet. Dieser ist ein öffentlich zugänglicher privater Raum mit Bambusbepflanzung, Sitzgruppen und Kunstinstallationen. Die Fassade des Bauwerks besteht aus graugrünem Glas und polierten Granitplatten als Verkleidung. Der Wolkenkratzer wurde am 4. Oktober 1983 offiziell eröffnet.
1936 erwarb die IBM Corporation das 20-stöckiges Hochhaus 590 Madison Avenue und hatte hier ab 1938 seinen Hauptsitz eingerichtet. 1964 verlegte IBM seinen Hauptsitz in den New Yorker Vorort Armonk, wobei 590 Madison Avenue weiterhin in seinem Besitz blieb. Um seine in New York verstreuten Büros zu bündeln, ließ IBM bis 1983 den neuen Büroturm als regionales Hauptquartier errichten und belegte ihn komplett. Im Mai 1994 verkaufte IBM das Gebäude an die New Yorker Investmentgruppe Edward J. Minskoff und Odyssey Partners, betreibt hier aber als Mieter weiterhin einige Büros. Ein weiterer Mieter wurde im selben Jahr die deutsche Bank Oddo BHF mit Hauptsitz in Frankfurt am Main. 1995 wurde das State Teachers Retirement System of Ohio (STRS) als Partner gewonnen, das seit 1997 der Gebäude- und Grundstückseigentümer ist. Stand 2022 gehören zu dem Mietern unter anderem Tourneau (Luxusuhren), das Kunstauktionshaus Bonhams, IBM als größter Mieter, das Bankhaus Morgan Stanley, Aspen Insurance, die Obicà Mozzarella Bar und Colony Capital. Vermieter ist die Edward J. Minskoff Equities, Inc. (EJME).
Galerie

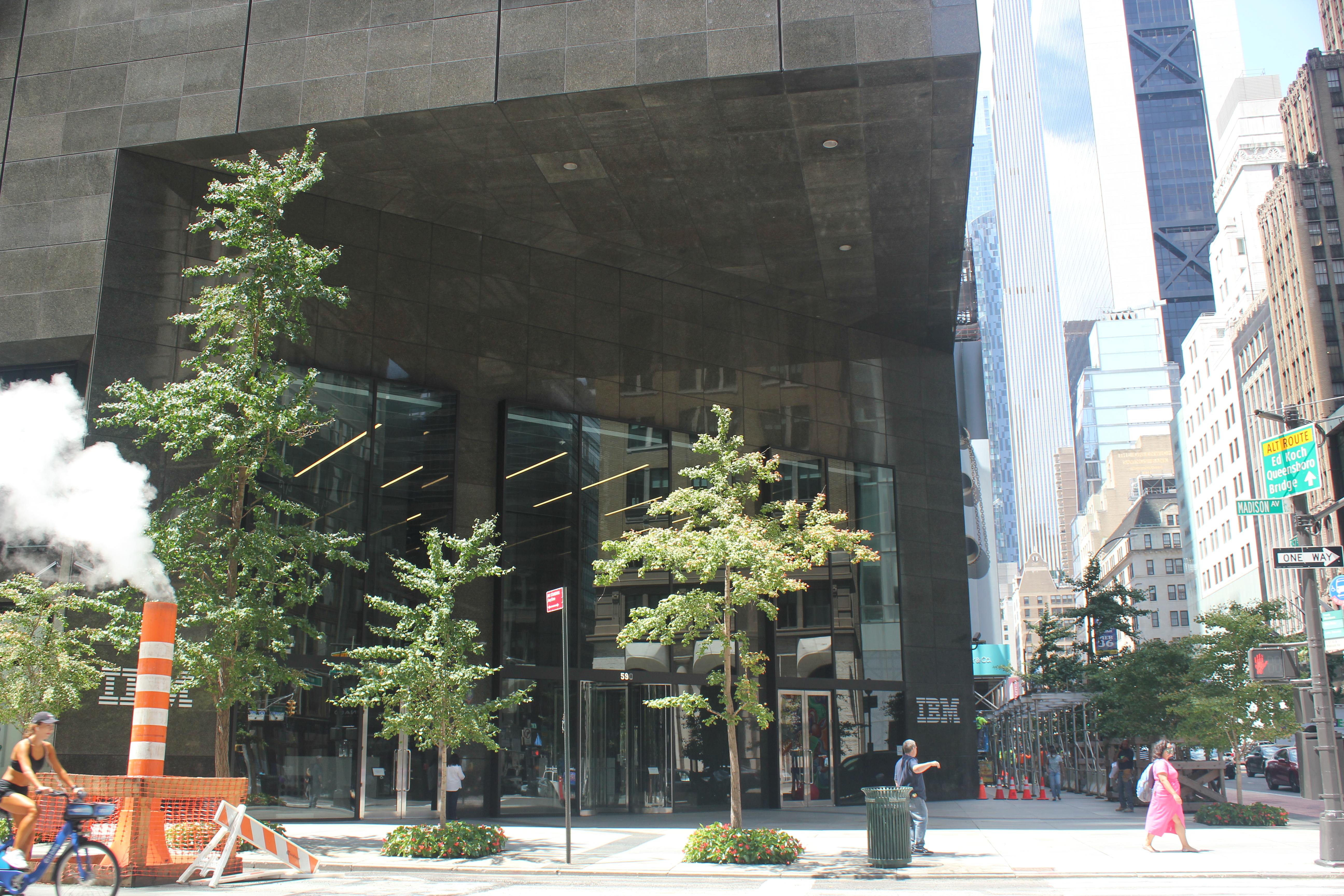
Haupteingang an der Ecke Madison Avenue / 57th Street
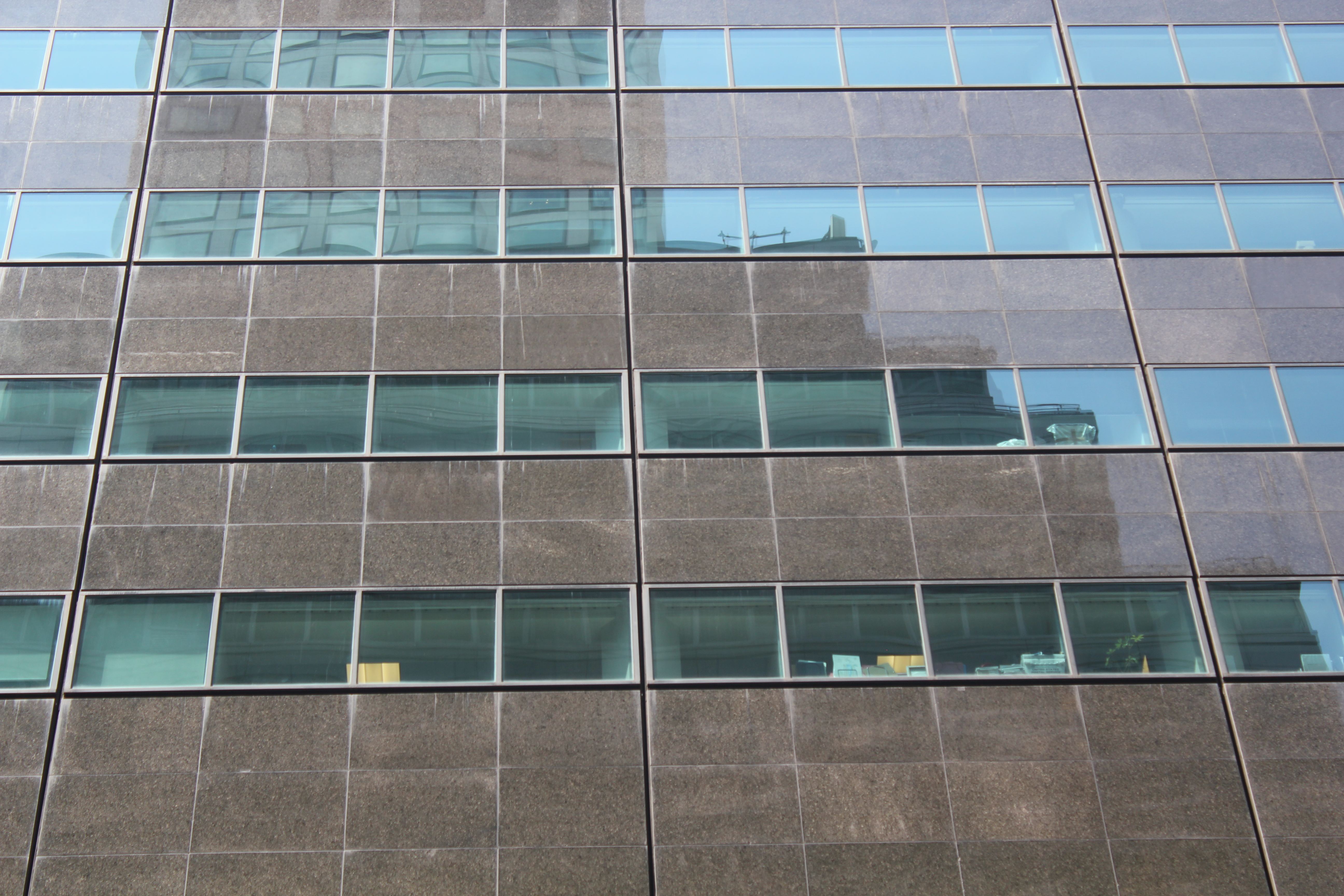
Fassade mit graugrünem Glas und Granitplatten
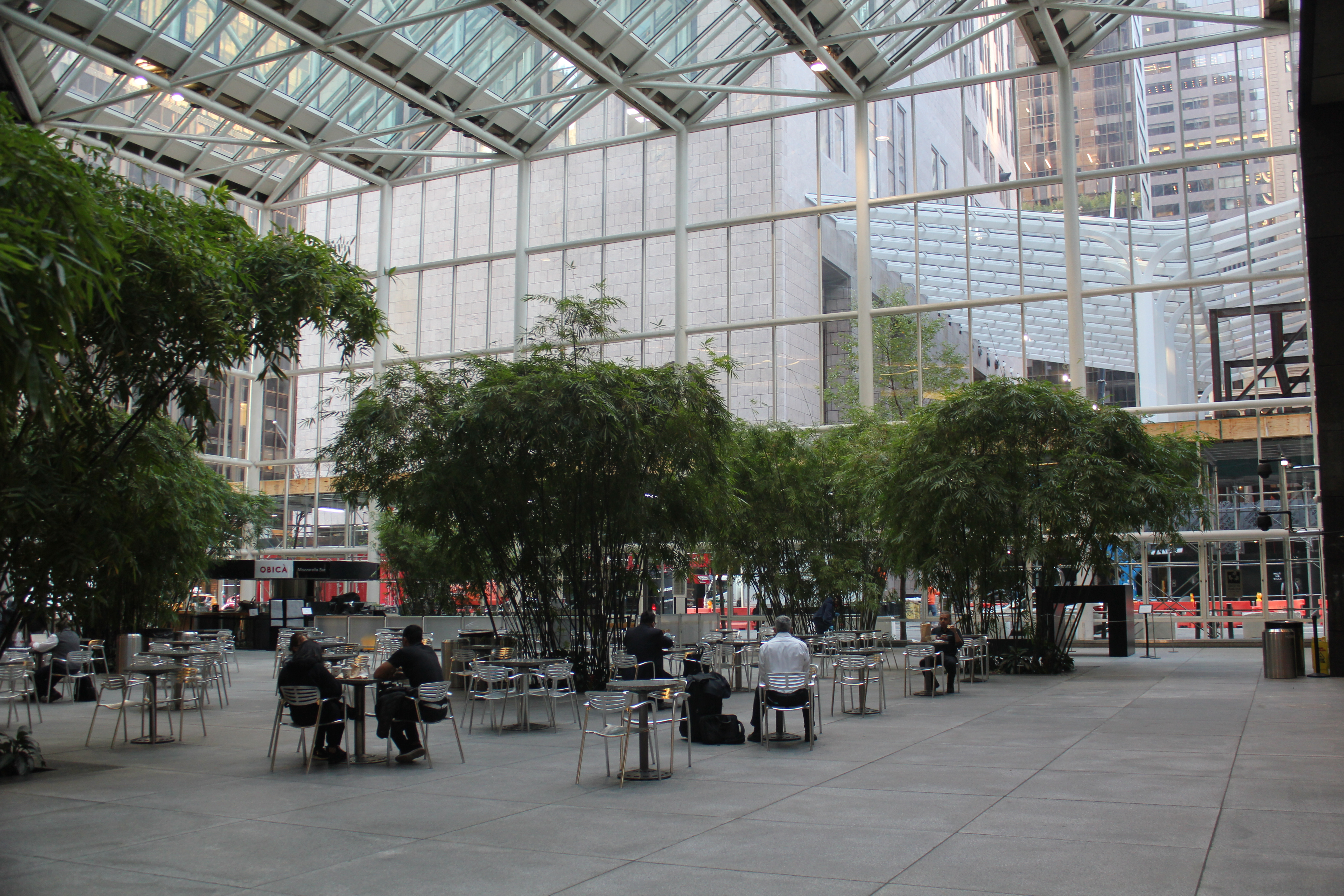
Im Wintergarten (Atrium), im Hintergrund der 550 Madison Avenue Garden
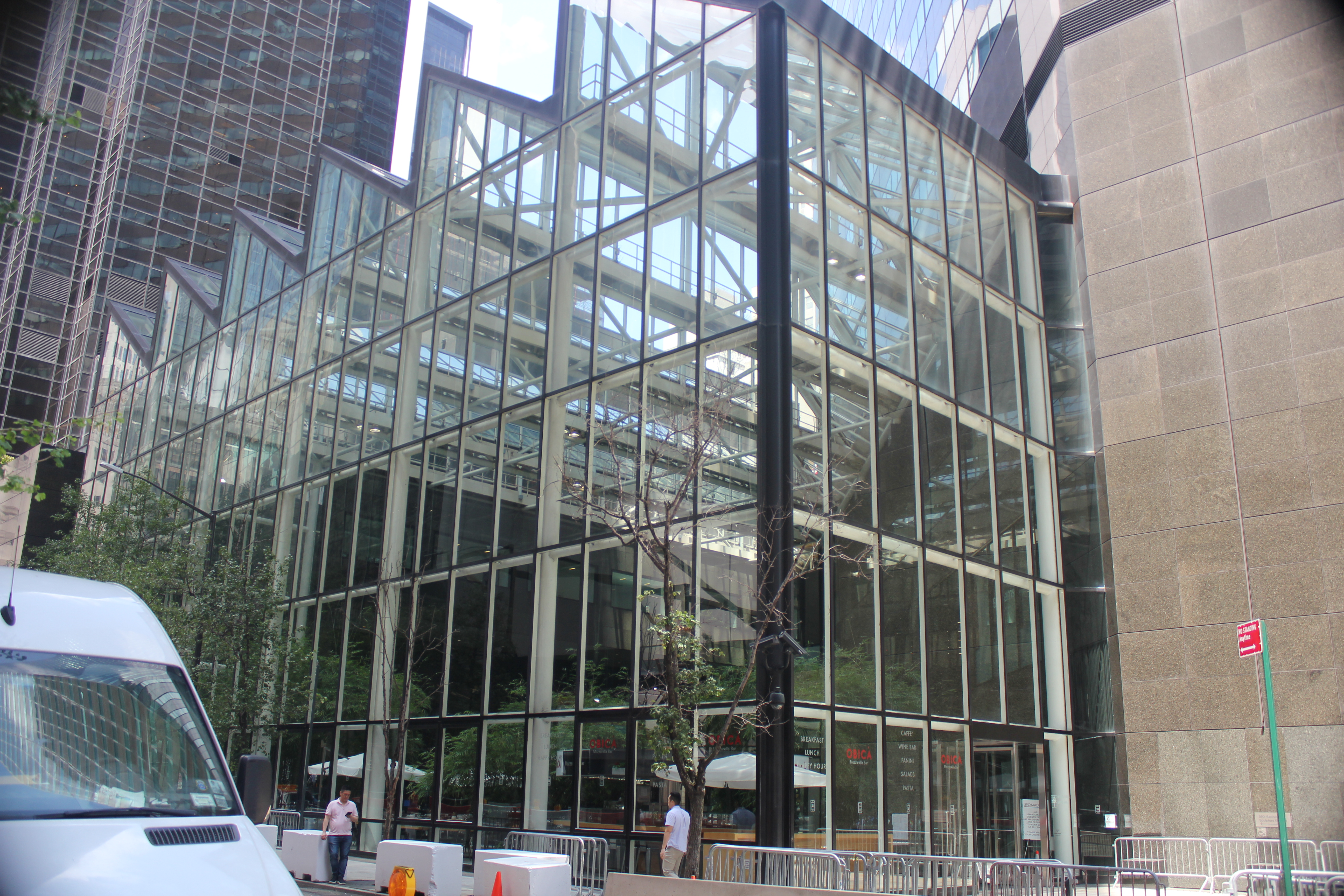
Das Atrium in der 56th Street, rechts der Sockel des Wolkenkratzers
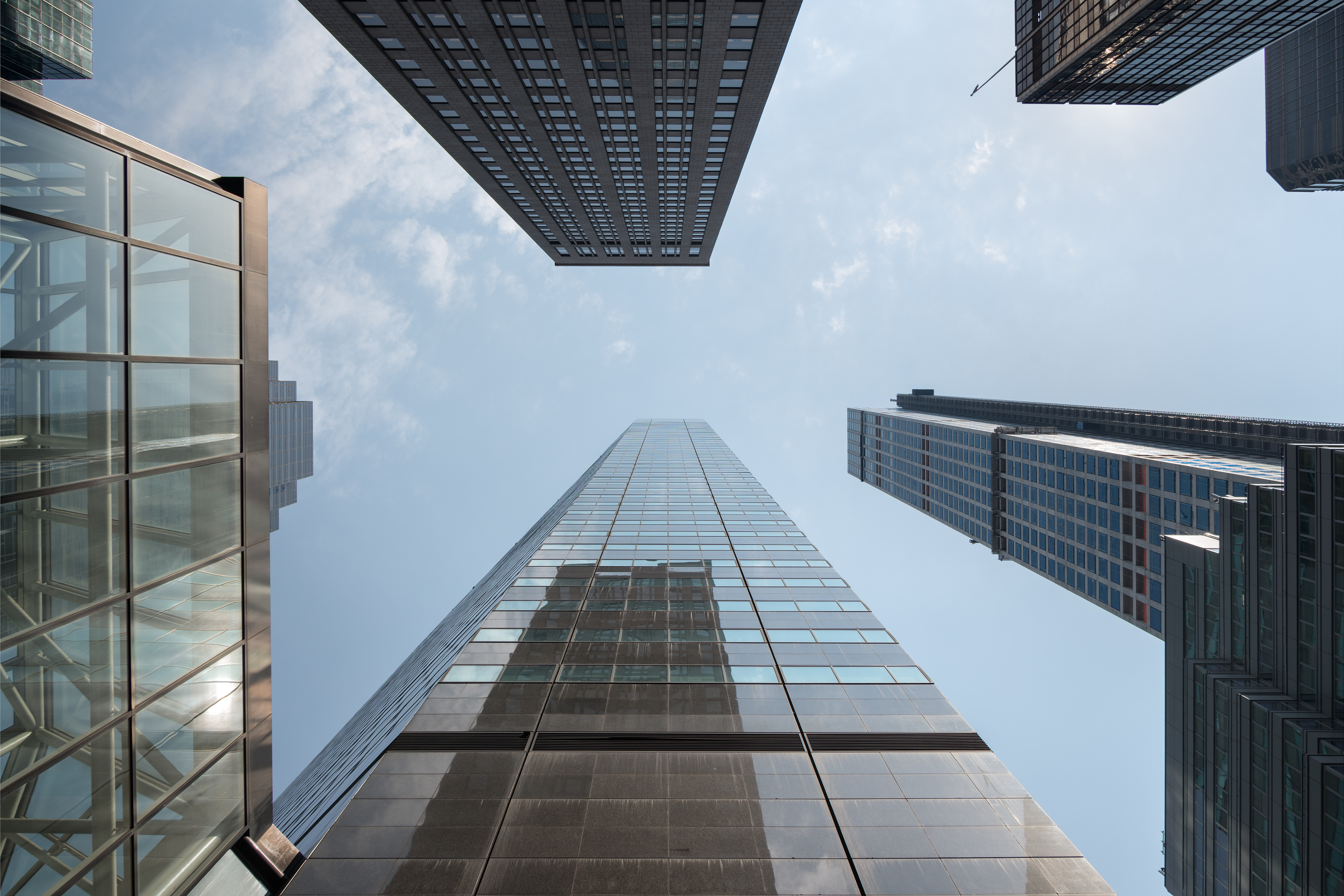
590 Madison Avenue, 550 Madison Avenue, 432 Park Avenue